# 弗雷迪耶
弗雷迪耶（法語：Frédille，法語發音：[fʁedij]）是法国安德尔省的一个市镇，属于沙托鲁区。

## 地理
弗雷迪耶（47°0'8"N, 1°28'49"E）面积6.31 平方千米，位于法国中央-卢瓦尔河谷大区安德尔省，该省份为法国中部省份，北起卢瓦-谢尔省，西北接安德尔-卢瓦尔省，西南接维埃纳省，南至克勒兹省和上维埃纳省，东临谢尔省。
与弗雷迪耶接壤的市镇（或旧市镇、城区）包括：热埃、佩勒瓦桑、纳翁河畔塞勒、苏热、勒夫鲁。

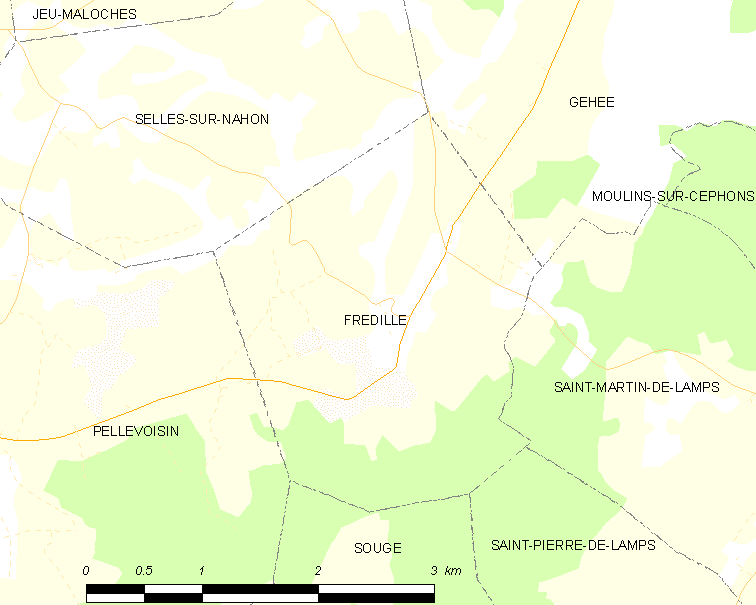
弗雷迪耶的OSM定位图

弗雷迪耶的时区为UTC+01:00、UTC+02:00（夏令时）。

## 行政
弗雷迪耶的邮政编码为36180，INSEE市镇编码为36080。

## 政治
弗雷迪耶所属的省级选区为瓦朗赛县。

## 人口

1962-2008年间弗雷迪耶人口变化图示

弗雷迪耶于2022年1月1日时的人口数量为76人。